# RC Motorsport
RC Motorsport est une écurie automobile italienne, fondée en 1989.

## Histoire
Fondée en 1989 par l'italien Cristiano Giardina, l'écurie participe le plus souvent au championnat d'Italie de Formule 3, et remporte quatre titres constructeurs dans les années 1990. L'équipe italienne a également participé à la Formule 3 Euro Series, la Formula Renault 3.5 Series et son antichambre l'Eurocup Formula Renault 2.0.
Finalement, l'équipe arrête son programme en 2010 pour se consacrer aux supercars. RC Motorsport retrouve la monoplace avec la compétition créée en 2014 sur le concept de l'A1 Grand Prix, la Formula Acceleration 1. Elle est l'écurie des équipes du Venezuela et du Mexique. Les trois pilotes de l'équipe réussissent à avoir des points, ainsi que les équipes.